# Listă de filme de groază din 1963
Aceasta este o listă de filme de groază din 1963.
| Titlu                           | Regizor                | Distribuție                                             | Țara                                                                               | Note                   |
| ------------------------------- | ---------------------- | ------------------------------------------------------- | ---------------------------------------------------------------------------------- | ---------------------- |
| At Midnight I'll Take Your Soul | José Mojica Marins     | José Mojica Marins                                      | Brazilia                                                                           | [ 1 ]                  |
| The Birds                       | Alfred Hitchcock       | Rod Taylor, Tippi Hedren, Jessica Tandy                 | Statele Unite ale Americii                                                         | [ 2 ]                  |
| Black Sabbath                   | Mario Bava             | Boris Karloff, Michele Mercier, Mark Damon              | Italia · Franța                                                                    | [ 3 ]                  |
| Black Zoo                       | Robert Gordon          | Michael Gough, Jeanne Cooper, Rod Lauren                | Statele Unite ale Americii                                                         | [ 4 ]                  |
| The Blancheville Monster        | Alberto De Martino     | Gérard Tichy, Leo Anchóriz, Ombretta Colli              | Italia · Spania                                                                    | [ 5 ]                  |
| Blood Feast                     | Herschell Gordon Lewis | William Kerwin, Mal Arnold, Connie Mason                | Statele Unite ale Americii                                                         | [ 6 ]                  |
| Dementia 13                     | Francis Ford Coppola   | William Campbell, Luana Anders, Bart Patton             | Statele Unite ale Americii                                                         | [ 7 ]                  |
| Diary of a Madman               | Reginald Le Borg       | Vincent Price, Nancy Kovack, Chris Warfield             | Statele Unite ale Americii                                                         | [ 8 ]                  |
| The Ghost                       | Riccardo Freda         | Reginald Price Anderson, Peter Baldwin, Leonard Elliott | Italia                                                                             | [ 9 ]                  |
| The Haunted Palace              | Roger Corman           | Vincent Price, Debra Paget, Lon Chaney, Jr.             | Statele Unite ale Americii                                                         | [ 10 ]                 |
| The Haunting                    | Robert Wise            | Julie Harris, Claire Bloom, Russ Tamblyn                | Regatul Unit al Marii Britanii și al Irlandei de Nord · Statele Unite ale Americii | [ 11 ]                 |
| House of the Damned             | Maury Dexter           | Merry Anders, Richard Crane, Ron Foster                 | Statele Unite ale Americii                                                         | [ 12 ]                 |
| The Kiss of the Vampire         | Don Sharp              | Clifford Evans, Noel Willman, Edward de Souza           | Regatul Unit al Marii Britanii și al Irlandei de Nord · Statele Unite ale Americii | [ 13 ]                 |
| The Long Hair of Death          | Antonio Margheriti     | Barbara Steele, George Ardisson, Umberto Raho           | Italia                                                                             | [ 14 ]                 |
| Matango                         | Ishirō Honda           | Yoshio Tsuchiya, Akira Kubo, Hiroshi Koizumi,           | Japonia                                                                            | [ 15 ]                 |
| The Old Dark House              | William Castle         | Tom Poston, Robert Morley, Janette Scott                | Regatul Unit al Marii Britanii și al Irlandei de Nord · Statele Unite ale Americii | [ 16 ]                 |
| Paranoiac                       | Freddie Francis        | Janette Scott, Oliver Reed, Sheila Burrell              | Regatul Unit al Marii Britanii și al Irlandei de Nord · Statele Unite ale Americii | [ 17 ]                 |
| The Raven                       | Roger Corman           | Vincent Price, Peter Lorre, Boris Karloff               | Statele Unite ale Americii                                                         | [ 18 ]                 |
| Slime People                    | Robert Hutton          | Robert Hutton, Les Tremayne, Robert Burton              | Statele Unite ale Americii                                                         | Science fiction horror |
| The Terror                      | Roger Corman           | Jack Nicholson, Boris Karloff, Sandra Knight            | Regatul Unit al Marii Britanii și al Irlandei de Nord · Statele Unite ale Americii | [ 20 ]                 |
| Twice-Told Tales                | Sidney Salkow          | Vincent Price, Sebastian Cabot, Mari Blanchard          | Statele Unite ale Americii                                                         | [ 21 ]                 |
| The Virgin of Nuremberg         | Antonio Margheriti     | Christopher Lee, Georges Riviere, Rossana Podestà       | Italia                                                                             | [ 22 ]                 |
| The Whip and the Body           | Mario Bava             | Christopher Lee, Daliah Lavi, Luciano Pigozzi           | Italia · Regatul Unit al Marii Britanii și al Irlandei de Nord · Franța            | [ 23 ]                 |